# 策源乡
策源乡，是中华人民共和国湖南省株洲市炎陵县下辖的一个乡镇级行政单位。

## 行政区划
策源乡下辖以下地区：
上洞村、梁桥村、下坪村、平湖村、荣塘村、长兴村、到坑村、竹园村、东岭村、黄草村和梨树洲村。